# 桑坦德体育宫

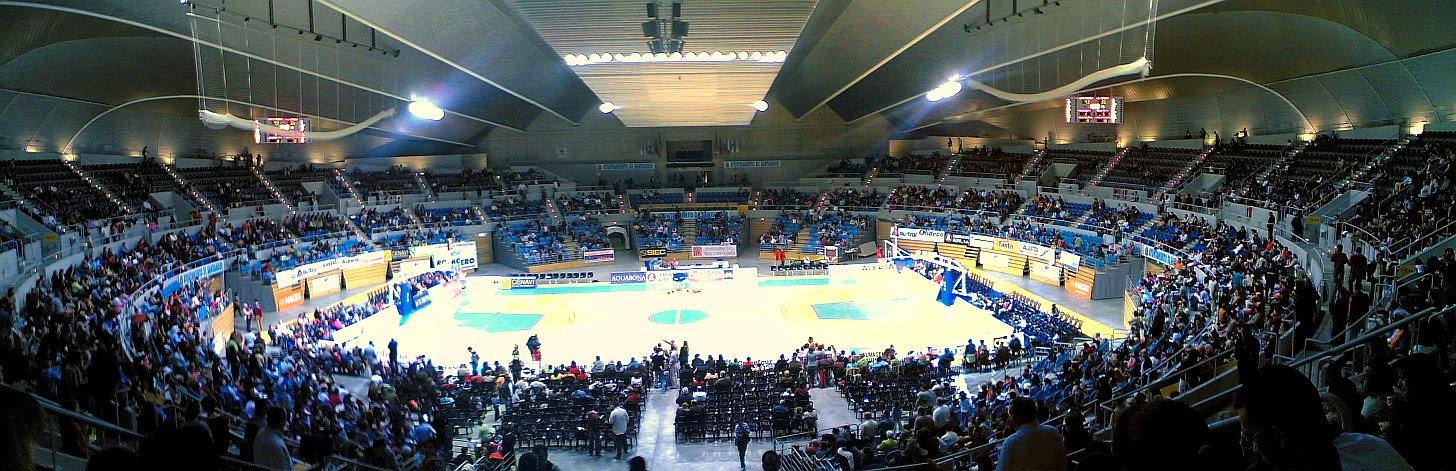

桑坦德体育宫（西班牙語：Palacio de Deportes de Santander）是西班牙坎塔布里亚自治区首府桑坦德的一个室内体育馆。主要用于篮球和手球。体育馆拥有6,000个座位。
这座建筑为混凝土结构，覆盖不锈钢板的金属盖。
桑坦德体育宫旁边的大西洋湿地公园（Parque Atlántico de las Llamas），自2007年5月11日起对公众开放。